# Entité cosmique (Marvel Comics)
Une entité cosmique, aussi nommé être cosmique, est le terme utilisé pour décrire un type de personnage de fiction particulier évoluant dans l'univers Marvel de la maison d'édition Marvel Comics.
Une entité cosmique possède des pouvoirs surhumains (qui peuvent varier énormément selon les individus) capables d’influencer la réalité du monde à l'échelle d'une étoile, d'une galaxie, d'un univers, voire d'un multivers. Leurs pouvoirs sont bien plus puissants que ceux d'un quelconque super-héros standard ; ils servent fréquemment quelques fonctions de la Nature.
Les entités cosmiques font partie du cadre cosmique de l'univers cinématographique Marvel.

## Généralités
Les histoires fictionnelles fantastiques publiées dans les séries de comic books de l’éditeur Marvel Comics (regroupées dans un univers générique commun appelé univers Marvel) contiennent un certain nombre d'entités, des personnages qui, littéralement, sont une partie de cet univers, ou qui représentent une de ses fonctions de base. De la même façon que les organes du corps humains ont une fonction spécifique, ces entités sont une fonction de l'univers lui-même.
Il n'y a pas de nom officiel pour désigner ces êtres, mais ils sont souvent nommés entité cosmique, être cosmique ou encore entité abstraite. Beaucoup d'entre eux incarnent un concept ou un besoin élémentaire de cet univers, souvent lié à la Nature. Par exemple, les personnages d'Éternité (Eternity) et d'Infinité (en) (Infinity) sont des entités cosmiques personnifiant les concepts d’éternité et d’infinité. Le concept de la mort possède également une représentation dans cet univers, en la personne de l'entité Mort. On peut aussi citer Lord Chaos (en) (pour le concept du chaos) et sa contrepartie Master Order (en) (pour celui de l'ordre), voire Mistress Love (en) (pour celui de l'amour) et son opposé Master Hate (en) (pour celui de la haine), pour n'en citer que quelques-unes.
Les divinités qui peuplent l'univers Marvel sont souvent des versions des dieux des diverses religions anciennes de notre monde (mythologie grecque, romaine, scandinave, etc.) ; le christianisme, l'islam et le judaïsme sont aussi représentés (mais de manière subtile, par un être qui les regroupe tous indistinctement). Ces divinités ne sont pas « cosmiques » dans le sens traditionnel de l'univers Marvel, bien que des dieux comme Seth, Odin ou Zeus puissent rivaliser, voire excéder les pouvoirs de certaines entités cosmiques de cet univers.
Par ailleurs, certains démons parmi les plus puissants tels que Zom (it), Dormammu, Shuma-Gorath, Mephisto, Chthon ou les Vishanti (en) et, par extension, le Sorcier suprême, le Docteur Strange sont parfois considérés au même niveau que des entités cosmiques.
D'autres entités sont considérées comme hors de ces schémas, étant mentionnées eu égard à leur échelle de puissance, largement supérieure aux super-héros standards de cet univers, à l'instar des Beyonders (en) — à ne pas confondre avec le Beyonder, qui l'est lui aussi —, des Célestes, des Gardiens, voire des différents Cube cosmiques (créés par les Beyonders), sans oublier Galactus ou l’Étranger pour n'en citer que quelques uns.
Chaque entité cosmique est unique, mais elle présente les caractéristiques communes suivantes :
- ces entités possèdent un pouvoir beaucoup plus grand que les êtres humains ou virtuels (sauf rares exceptions). Leur puissance varie, certains étant capables de modifier ou d'affecter la totalité de l'espace-temps du multivers ;
- ces entités n'ont souvent pas de forme physique. Pour visiter l'univers matériel, elles utilisent souvent un « Corps-M », un avatar (une incarnation physique) créé grâce à la « dimension des Manifestations », une réalité alternative de cet univers. Le pouvoir accordé à un avatar d'une entité cosmique est directement dépendant de la façon dont l'entité est capable de se « synchroniser » à cet avatar. Quelques corps-M peuvent n'être employés que par des entités particulières, telles l'Étranger ou Galactus[2] ;
- ces entités sont souvent totalement amorales, insensibles à tout sentiment, mais disposent de l'existence et sont fréquemment les gardiens de leur univers (c'est-à-dire d'eux-mêmes).

Cependant, il peut leur arriver d’afficher des sentiments personnels, voire humains, et parfois de manifester le fait qu'elles ne sont pas insensibles aux remords. On peut voir un exemple de ceci chez Galactus qui, en dépit de son obligation de consommer des planètes soutenant la vie car nécessaire à sa propre survie, il affiche occasionnellement un dégoût pour ses propres besoins. Il semble qu'il ressente un sentiment de culpabilité envers les civilisations qu'il a détruites lors de ses repas, et qu'il ne puisse fermer les yeux sans repenser aux fantômes des êtres tués pour la satisfaction de sa faim dévorante.
Certains êtres ou groupes d'êtres (par exemple la race des Éternels créée par les Célestes, ou bien le groupe informel des Doyens de l'univers) disposent d'une puissance cosmique similaire aux entités cosmiques, mais ne sont pas pour autant considérées comme telles.

## Pouvoir cosmique
Le pouvoir cosmique (Power Cosmic) est la capacité des entités cosmiques à manipuler diverses sources d’énergies pour une variété d’effets. Le degré de puissance du pouvoir cosmique de ces entités est extrêmement variable entre elles, certaines pouvant affecter l'univers tout entier.
Certaines entités cosmiques (comme Galactus et son héraut Le Surfer d'Argent, voire Captain Mar-Vell ou Kronos) possèdent également une « conscience cosmique » (Cosmic awareness) liée à ce pouvoir, leur permettant d'avoir une perception globale de l'univers.

## Quelques entités cosmiques de l'univers Marvel parmi les plus connues
Liste non exhaustive
- Abraxas (en)
- Aegis (Lady of All Sorrows) (en)
- Le Beyonder (Kosmos, Cosmos, Maker)
- Les Beyonders (en)
- Le Céleste rêveur (en)
- Les Célestes
- Chaos King (en) (Amatsu-Mikaboshi)
- Chthon
- Les Cubes cosmiques :
  - Kubik (en)
  - Shaper of Worlds (en), etc.
- Cyttorak
- Demogorge the God-Eater (Atum)
- Dormammu
- Ego, la Planète vivante
- Entropy (en)
- Eon
- Epoch
- Éternité
- L'Étranger
- Franklin Richards (potentiel)
- La Force Phénix (en)
(par ex. Jean Grey)
- Le Fulcrum (en) (l’entité qui préside les Célestes, la Horde et les Gardiens)
- Gaea (en)
- Galacta (en)
- Galactus
- Le Gantelet de l'infini
- Les Gardiens (par ex. Uatu)
- L'Homme-molécule
- La Horde (en) (la faction opposée aux Célestes)
- Hyperstorm
- Infinity (en)
- L'Intermédiaire (In-Betweener)
- Knull (dieu des Symbiotes)
- Korvac
- Kosmos (Beyonder)
- Kronos
- Légion
- Lord Chaos (en)
- Mad Jim Jaspers
- Master Order (en)
- Master Hate (en)
- Méphisto
- Mistress Love (en)
- La Mort
- Nate Grey (X-Man) (anciennement)
- Numinus (en)
- Oblivion
- Origin (fi)
- Protégé (en)
- Proteus
- Star Brand (en)
- Shuma-Gorath
- Le Tribunal vivant
- Tyrant
- Les Vishanti (en) :
  - Agamotto the All-Seeing
(The Light of Truth)
  - Omnipotent Oshtur
(Oshtur the Omnipotent, Lady of the Skies)
  - Hoary Hoggoth
(Hoggoth the Hoary, Lord of Hosts)